# Tarjei Bø
Tarjei Bø (Stryn, 29 de julho de 1988) é um biatleta norueguês. 

## Carreira
Bø representou seu país nos Jogos Olímpicos de 2010, 2014 e 2018, conquistando a medalha de ouro no revezamento 4x7.5 km em Vancouver e a prata na mesma prova em PyeongChang.
Obteve obteve quatro medalhas em Pequim 2022, sendo duas de ouro nos revezamentos misto e masculino, uma de prata na perseguição e uma de bronze na velocidade.